# Haitianisch-taiwanische Beziehungen
Die haitianisch-taiwanischen Beziehungen beschreiben das bilaterale Verhältnis zwischen der Republik Haiti einerseits und der Republik China (Taiwan) andererseits.
Haiti unterhält seit 1956 diplomatische Beziehungen mit Taiwan, während mit der Volksrepublik China lediglich Handelsmissionen ausgetauscht wurden.

## Diplomatische Beziehungen
Haiti erkannte am 25. April 1956 die Republik China (Taiwan) als alleinigen souveränen Staat Chinas an und unterhält seitdem formelle diplomatische Beziehungen mit der Republik China.
Haiti ist einer von 12 Staaten (Stand Juli 2025), die Taiwan als Republik China offiziell anerkannt haben und diese Anerkennung nicht zurückzogen. In der Karibik sind dies neben Haiti
- St. Kitts und Nevis
- St. Lucia
- St. Vincent und die Grenadinen

Die Dominikanische Republik brach ihre Beziehungen zu Taiwan im Jahr 2018 ab und erkannte die VR China an.
Haiti unterhält eine Botschaft in Taipeh und Taiwan hat eine entsprechende Botschaft in Pétionville, Port-au-Prince. Anfang September 2024 übernahm Botschafter Hu Cheng-hao (胡正浩), der dieses Amt bereits von Mai 2017 bis August 2019 innehatte, die Leitung der Botschaft Taiwans in Haiti, während wegen der angespannten Sicherheitslage die meisten fremden Missionen im Land ihr Personal abgezogen hatten. Hu übergab am 19. September 2024 sein Beglaubigungsschreiben an den amtierenden Vorsitzenden des Übergangsrats, Edgard Leblanc Fils.

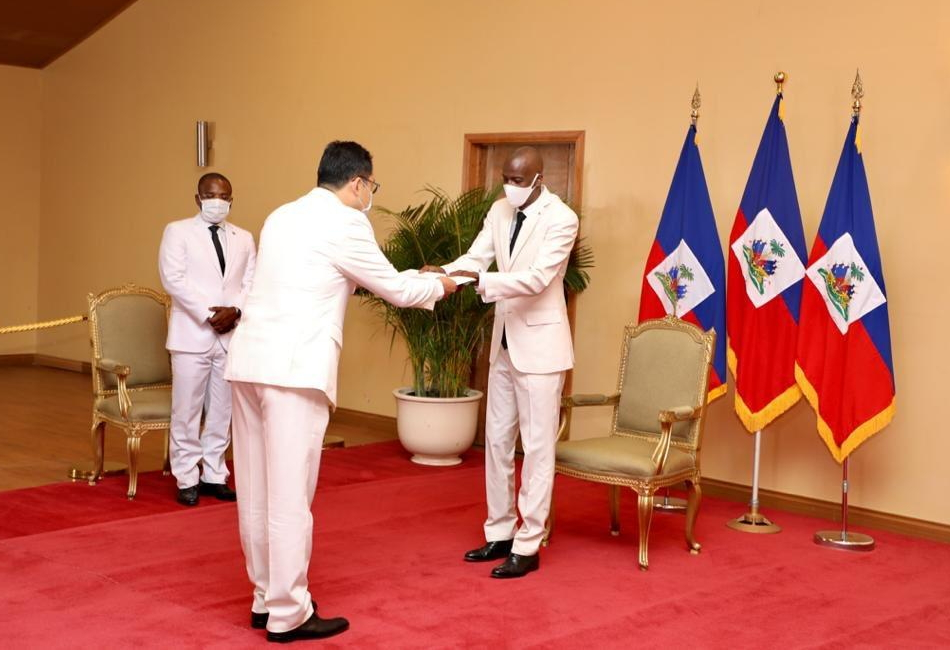
Botschafter Ku Wen-jiann überreicht 2020 sein Beglaubigungsschreiben an Präsident Jovenel Moïse

Am 15. Februar 1966 wurde ein chinesisch-haitianischer Freundschaftsvertrag unterzeichnet, den das Parlament Taiwans am 6. Juli 1966 ratifizierte.
1993 eröffnete die VR China ein Handelsbüro in Haiti, um den Prozess der Formalisierung diplomatischer Beziehungen zu beginnen, der jedoch nicht zustande kam. Das Handelsbüro wurde stets von einem Angehörigen des Auswärtigen Diensts der VR China geleitet. Angesichts der politischen Bedeutung der Volksrepublik China richtete auch Haiti ein Handelsbüro in Peking ein.
Im März 2024  teilte das Außenministerium Taiwans mit Blick auf die um sich greifende Bandenkriminaliät in Haiti  mit, dass alle dort ansässigen 23 taiwanische Staatsangehörige, darunter Botschaftsmitarbeiter und ihre Familien sowie Geschäftsleute, in Sicherheit waren. Gleichwohl sprach es eine Reisewarnung für das Land aus und riet taiwanischen Bürgern von Reisen nach Haiti ab.

## Zusammenarbeit in Fragen der Entwicklung und Stabilisierung Haitis
Seit dem Jahr 1972 besteht eine Zusammenarbet im Bereich der Landwirtschaft, insbesondere im Reisanbau. Auf der Basis einer Absichtserklärung, die auf die Steigerung der Reisproduktion in Haiti abzielt, arbeiteten im Jahr 2024 drei Expertenteams aus Taiwan in den Départements Artibonite, Nord, Nordost und in der Ebene von Torbeck.
Im Jahr 2018 machte Taiwan den Vorschlag, Haiti 150 Mio. US-Dollar zur Verbesserung der ländlichen Infrastruktur auf Kreditbasis zur Verfügung zu stellen. Die angestrebten Maßnahmen konnten angesichts der Krise in Haiti seit 2018 nicht umgesetzt werden.

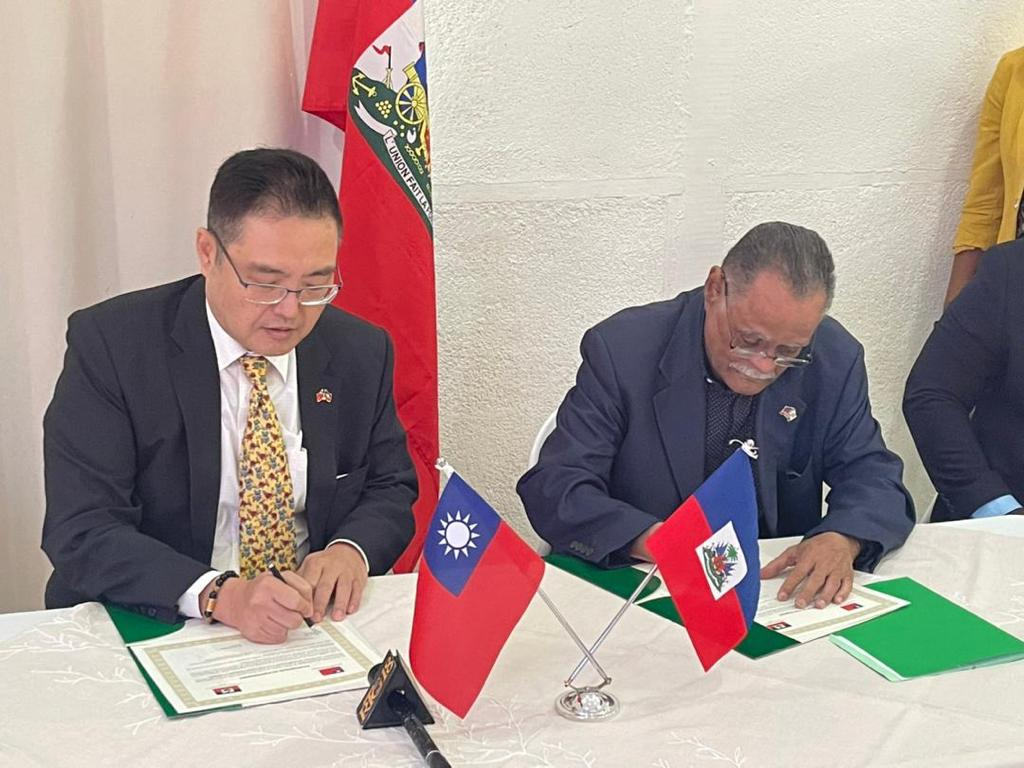
Botschafter Ku Wen-jiann und der haitianische Gesundheitsminister Alex Larsen (2022)

Während des Besuchs der taiwanischen Präsidentin Tsai Ing-wen in Port-au-Prince im Jahr 2019 wurden 100 Schutzausrüstungen und 100 T91 Sturmgewehre für die Force de Défense Haïtienne übergeben.
Der scheidende taiwanische Botschafter Ku Wen-jiann unterstrich im September 2024, dass Taiwan die haitianischen Streitkräfte seit ihrer Remobilisierung im Jahr 2017 unterstützt hat. „Taiwan war der erste und bislang einzige Lieferant für das Militär“, sagte er in einem Interview mit Le Nouvelliste. Ku drückte seine Zufriedenheit über die Bereitschaft anderer internationaler Partner aus, die Streitkräfte künftig zu unterstützen, zu beliefern und mit ihnen zusammenzuarbeiten.
Der neue Botschafter Hu Cheng-hao betonte, dass die Frage der Sicherheit ein wesentliches Element der bilateralen Zusammenarbeit sei, zusammen mit Bildung, Gesundheit, Umwelt und anderem.

## Hochrangige Kontakte
- Am 28. Mai 2018 besuchte der haitianische Präsident Jovenel Moïse Taiwan. Er wurde von seiner taiwanischen Amtskollegin Tsai Ing-wen emfangen.[18][19]
- Präsidentin Tsai Ing-wen erwiderte den Besuch im Jahr 2019 mit einem Kurzaufenthalt in Port-au-Prince im Juli 2019.[16][20]
- Der haitianische Außenminister Jean-Victor Harvel Jean-Baptiste besuchte im Juli 2025 Taiwan und wurde vom dortigen Präsidenten Lai Ching-te (賴清德) empfangen.[21]